# ТЭС Барх
ТЭС «Барх» (Barh Super Thermal Power Station или NTPC Barh) расположена в Бархе в индийском штате Бихар. ТЭС расположена примерно в 4 км восточнее бархского участка трассы NH 31 в округе Патна. Проект был назван энергетическим мегапроектом; его владелец — индийская National Thermal Power Corporation.
Станция состоит из двух очередей. Первую очередь мощностью 1980 МВт (3×660 МВт) строила до 2015 года российская компания Технопромэкспорт, вторую 1320 МВт (2×660 МВт), а позже и первую — BHEL.
На Бихар — штат с огромной потребностью в электроэнергии — подаётся от второй очереди станции 859 МВт (65 %, ранее предполагалось 50 %, но Западная Бенгалия уступила свою долю). Со второй очереди, которую планируется достроить к 2018—2019 году, на штат предполагается выдавать 523 МВт (26,5 %).
Обе площадки электростанции занимают территорию площадью 3196 акров (12,9 км²). Уголь на станцию поступает с месторождений штата Джаркханд Северная Каранпура, Чатти Бариату и Керандари (Дамодарский угольный бассейн), в качестве водозабора служит река Ганг. 
| Очередь | Номер Блока | Мощность (МВт) | Подрядчик                                   | Дата ввода в эксплуатацию | Статус             |
| ------- | ----------- | -------------- | ------------------------------------------- | ------------------------- | ------------------ |
| 1-я     | 1           | 660            | Технопромэкспорт → Bharat Heavy Electricals | сентябрь 2021             | Работает           |
| 1-я     | 2           | 660            | Технопромэкспорт → Bharat Heavy Electricals | ?                         | Идёт строительство |
| 1-я     | 3           | 660            | Технопромэкспорт → Bharat Heavy Electricals | ?                         | Планируется        |
| 2-я     | 4           | 660            | Bharat Heavy Electricals                    | ноябрь 2013               | Работает           |
| 2-я     | 5           | 660            | Bharat Heavy Electricals                    | март 2015                 | Работает           |
| Всего   | 5           | 3300           |                                             |                           |                    |

## Стоимость проекта
Станция будет производить мощность до 3300 МВт на сумму свыше 260 млрд рупий. Вторая очередь построена примерно за 75 млрд рупий.

## История строительства
Атал Бихари Ваджпаи, будучи премьером, заложил первый камень в фундамент главной площадки первой очереди ТЭС «Барх» 6 марта 1999 года. Официальное открытие офиса на площадке и закладка первого камня учебного центра на территории станции произошли в сентябре 2003 года.

### Первая очередь
ФГУП «Технопромэкспорт» выиграло в ноябре 2004 года тендер и в марте 2005 подписал с NTPC контракт на сумму 454 млн $ на поставку котельного острова с котлами сверхкритических параметров паропроизводительностью 2200 т/час ОАО «ТКЗ „Красный котельщик“»; контракт планировалось исполнить за 58 месяцев. В 2005 году был заключён контракт с «Силовыми машинами» на поставку оборудования трёх блоков "под ключ" на сумму 270 млн $.
В 2009 году ТПЭ был заподозрен в даче взятки, а МИД и Министерство энергетики Индии рекомендовали Комитету по безопасности расторгнуть контракт. Тем не менее, российским компаниям удалось к 2011 году согласовать перенос сроков сдачи и получить дополнительное финансирование.
В январе 2015 года, после переговоров в Нью-Дели между Владимиром Путиным и Нарендрой Моди, контракт NTPC с ТПЭ был расторгнут при сохранении ориентации на оборудование ТКЗ. Контракт на генподряд на сумму 3690 млн рупий выиграл генподрядчик второй очереди — BHEL. Как сообщил в середине 2016 года представитель "Силовых машин" (в которые к этому времени входит и ТКЗ), контракт с новым генподрядчиком подписан, и оборудование по нему уже отгружается.

### Вторая очередь
Бывший министр энергетики Союза Сушил Кумар Шинде принял участие в церемонии открытия главного здания на второй площадке ТЭС 29 мая 2006 года.
Первый блок второй очереди введён в эксплуатацию в ноябре 2013 года. Сиккиму и Западной Бенгалии были выделены некоторые доли энергии от блоков ТЭС «Барх».
Управление внутренних водных путей Индии получило заявки в сентябре 2013 году на перемещение угля по 1620-километровому Национальному водному пути 1 от Халдии к ТЭС «Барх», до которой оттуда около 1000 км.
Коммерческое производство на втором блоке долго не начиналось из-за технических проблем — множественных утечек из трубопроводов. Второй блок был принят в коммерческую эксплуатацию 18 февраля 2016 года (ещё в марте 2015 года сообщалось о достижении на испытаниях блока мощности 707,8 МВт).